# Anton Feinig
Anton „Tonč“ Feinig (* 20. September 1971 in Klagenfurt) ist ein österreichischer Jazzmusiker (Piano, auch Gesang, Komposition) und Produzent.

## Wirken
Feinig, der Angehöriger der slowenischen Volksgruppe in Kärnten ist, erhielt mit acht Jahren Klavierunterricht in der Slowenischen Musikschule in Kärnten (slowenisch Slovenska glasbena šola na Koroškem), danach am Kärntner Landeskonservatorium in Klagenfurt (1994, Diplom, Jazzpiano). Zwischen 1994 und 2000 setzte er sein Studium in den Niederlanden fort, am Königlichen Konservatorium Den Haag, wo er den Master of Music (Klasse Frans Elsen) absolvierte, zudem ein Studium des Jazzgesangs (Klasse Rachel Gould, Jeanne Lee).
Seit 2000 lebt Feinig wieder in Österreich, wo er als selbständiger Musiker, Komponist und Produzent arbeitet. Er spielt Klavier und sogenannte Vintage-Instrumente.
Beim Carinthischen Sommer gab Feinig 2020 ein Konzert zusammen mit der Big Band des RTV Slovenija. Weiterhin kam es zur Zusammenarbeit mit dem slowenischen Sänger und Autor Vlado Kreslin (auf dessen Album Kreslinovanje er auch sang), in Österreich/Deutschland Auftritte mit dem österreichischen Schauspieler und Sänger Max Müller.
Feinig unterrichtete daneben von 2000 bis 2002 an der HLW St. Peter im Rosental, Österreich, sowie einige Jahre am Kärntner Landeskonservatorium (nunmehr Gustav Mahler Privatuniversität für Musik). Dozententätigkeit bei diversen Workshops (darunter 10 Jahre Dozent beim Workshop für Sängerinnen und Sänger in Tinje/Tainach und ein Workshop mit Judy Niemack an der CMA in Ossiach). 
Zwischen 2013 und 2023 war Feinig Mitglied des Kärntner Kulturgremiums, seit 2019 Vorsitzender des Fachbeirats für Musik.

## Aktuelle Formationen
- Tonč Feinig Solo
- Tonč Feinig & Edgar Unterkirchner
- Tonč Feinig Hammond Trio/Quartett
- Tonč Feinig & Band
- Home Run

## Diskografische Hinweise
- Tonč Feinig Quartett: We´ll See (2001)
- Tonč Feinig Quartett: Bite (2004)
- Daniel Nösig/Tonč Feinig: Fuzzroom (2008)
- Tonč Feinig, Daniel Nösig: Fine Noise: Live at Step (2010, mit Miles Griffith, Mario Gonzi)
- Tonč Feinig Trio: Live (2012)
- Tonč Feinig & Klausi Lippitsch: Südöstlich-Morju naproti (2015)
- Tonč Feinig Trio: 2 (2016, mit Robert Jukič, Klemens Marktl sowie Michael Erian)[3]
- Shine (2019)
- Tonč Feinig & Edgar Unterkirchner: Folk Song (2020)
- Songs from Home (2023)
- Tonč Feinig & Friends: Live (2025) (Doppelalbum)

## Weitere Produktionen

### Theaterstücke (als Komponist, Musiker und Produzent)
- Krach im Hause Gottes-Zdrahe v Božji Hiši (1997) Felix Mitterer
- Partizan (2008) Bernd Liepold-Mosser
- Prežih´s Dream (2009) Bernd Liepold-Mosser
- Ich bin masslos in allem-Choreographisches Theater zu Christine Lavant (2024) Center for Choreography Bleiburg/Pliberk

### Filmmusik
- Der Leib bleibt am Kanapee von Daniel Pöhacker
- Zila-Gailtal von Sabine Zwitter
- Liebe und andere Verbrechen (original: Ljubav i drugi zločini) von Stefan Arsenijević (nur als Interpret des Titels Besame mucho mit Caroline de Rooij und Naked Lunch / Milena Dravic)[4]
- „Martini Meets Marlene“ Doku-Film über das gleichnamige Projekt mit Claudia Martini, von Katja Sindemann
- „Poj mi pesem“ Dokumentarfilm über Vlado Kreslin (2018) (Mitglied der „Mali Bogovi“)
- „Talking to a Survivor“ Kurzfilm von Milena Olip (2023), erhielt 16 internationale Auszeichnungen, darunter eine „Honorable Mention“ für die Filmmusik